# Aplidium lodix
Aplidium lodix är en sjöpungsart som beskrevs av Kott 1992. Aplidium lodix ingår i släktet Aplidium och familjen klumpsjöpungar. Inga underarter finns listade i Catalogue of Life.